# Virtualna zajednica
Virtualna zajednica, e-zajednica ili online zajednica je grupa ljudi koji prvenstveno međusobno djeluju putem komunikacijskih posrednika poput novinskih brošura, telefona, elektroničke pošte, internetske društvene mrežne službe (društveni networking) ili istovremenih poruka radije nego licem u lice, za društvene, stručne, obrazovne ili druge svrhe. Ako je mehanizam računalna mreža, naziva se online zajednicom. Virtualne i online zajednice su također postale dopunski oblik komunikacije između ljudi koji se međusobno poznaju prvenstveno u stvarnome životu. Mnoga sredstva su korištena u društvenom softveru zasebno ili u kombinaciji, uključujući sobe za čavrljanje (chatrooms) bazirane na tekstu i forume koji koriste glas, video tekst ili avatare. Značajna socio-tehnološka promjena je vjerojatno posljedica rastućeg posjedovanja takvih društvenih mreža baziranih na Internetu.

## Uvod
Virtualne zajednice, ili online zajednice, se koriste za razne društvene i stručne grupe koje međusobno djeluju putem Interneta. To ne znači nužno da postoji snažna veza između članova, iako Howard Rheingold, autor istoimene knjige, spominje da virtualne zajednice nastaju "kada ljudi nastavljaju javne rasprave dovoljno dugo, s dostatnim ljudskim osjećajem, da čine mreže osobnih odnosa". Distribucijska lista elektroničke pošte može sadržavati stotine članova i komunikacija među njima može biti samo informativna (poslana su pitanja i odgovori), ali članovi mogu ostati relativni stranci i stopa prihoda broja članova može biti visoka. To je u skladu s liberalnim korištenjem pojma zajednica.
Virtualne zajednice mogu sintetizirati Web 2.0 tehnologije sa zajednicom, prema tome su opisane kao Community 2.0, iako su snažne društvene veze skovane online još od prvih dana USENET-a. Online zajednice zavise o društvenoj interakciji i razmjeni između korisnika na vezi. To ističe međusobno djelovanje elementa nepisanog društvenog ugovora između članova zajednice. Neki od najranijih oblika web stranica mrežnih 1.0 virtualnih zajednica uključivale su Theglobe.com (1994), Geocities (1994) and Tripod (1995). Ove rane zajednice su bile usmjerene na zbližavanju ljudi radi međusobnog djelovanja jednih s drugima kroz sobe za čavrljanje i djeljenja osobnih informacija i ideja za bilo koju temu preko alata za objavljivanje na osobnoj početnoj stranici koji su prethodnici blogova i fenomena društvenog networkinga. Val Web 2.0 online zajednica je stigao na početku 2000. i u osnovi obilježen virtualnim zajednicama kao što su Flickr, Facebook i Del.icio.us. Sličan trend se počinje pojavljivati između proizvođača gdje su online i virtualne zajednice na čekanju. Ove zajednice mogu biti organizacijske, regionalne ili tematske ovisno o poslovanju ili poduzeću. Iz tehničke prespektive, softverski alati vrve u stvaranju i njegovanju tih zajednica uključujući Yahoo Groups, Google Groups, LISTSERV, Microsoft Sharepoint and Lotus Connections.
Eksplozivna difuzija Interneta od sredine 1990.-ih je također potaknula rastuće posjedovanje virtualnih zajednica. Priroda tih zajednica je različita, i koristi koje je Rheingold predvidio nisu nužno ostvarene, ili progonjene, od strane većine. U isto vrijeme, prilično svakidašnje je vidjeti anegdote nekoga kome je potrebna posebna pomoć ili u potrazi za zajednicom koja ima koristi od korištenja Interneta.
Različite virtualne zajednice imaju različitte razine međusobnog djelovanja i sudjelovanja među svojim članovima. To ima raspon od dodavanja komentara ili oznaka blogu ili poruka u natjecanju protiv drugih ljudi u online videoigrama poput MMORPG. Mnoge zajednice kojima upravlja Homeover Associations koriste se web stranicama kućevlasničkih udruga za olakšavanje svih komunikacija, poslovnih transakcija i društvenih nastojanja bilo koje vrste. Ne drugačiji od tradicionalnih društvenih grupa ili klubova, virtualne zajednice često se dijele u klike (grupe) ili čak odvajaju da bi stvorile nove zajednice. Autorica Amy Jo Kim ističe potencijalnu razliku između tradicionalno strukturiranih online zajednica ( slanje poruka, sobe za čavrljanje, itd.), i vise individualno centriranih, uzlaznih društvenih alata (blogovi, liste prijatelja za istovremene poruke) i preporuča ljestvicu stjecanja popularnosti.
Ugrađivanje virtualnih zajednica u iskustva svakodnevnice i njihov odraz i utjecaj na vještine komunikacije i modeli oblikovanja identiteta čine online zajednicu ogromnim istraživačkim gospodarstvom koje zahtijeva neprekidno istraživanje i teoretiziranje.

## Filozofska pitanja
Filozofska radna okruženja su često smatrana u pojmovima njihove epistemologije i ontologije, ali čak se i njihove definicije razlikuju u različitim znanstvenim poljima.
U društvenim znanostima, ontologija je često smatrana kao binarna suprotnost između materijalizma i idealizma, koji su uključeni u prirodu bića i bez obzira da li je potpuno bazirano na ono što postoji materijalno, kao u ranijem, ili da li postoji u umu, kao što je slučaj u kasnijem. U društvenim znanostima, epistomologija obično upućuje na binarnu suprotnost borbe između nominalizma i esencijalizma, koji se bave prirodom znanja, a u informacijskim znanostima upućuje na znati što i znati kako.
Te razlike postaju jasne u istraživanju unutar virtualnih zajednica i dokazuju poteškoće u osnivanju dogovorenih definicija. Rana istraživanja unutar postojanja zajednica baziranih na medijima su smatrana s prirodom realnosti, bez obzira dal su zajednice zapravo mogle postojati kroz medije, što bi moglo istraživanje virtualne zajednice smjestiti unutar ontološke definicije društvenih znanosti. U 17.stoljeću, učenici udruženi s londonskim Kraljevskog društva osnovali su zajednicu preko razmjene slova. "Zajednica bez blizine", smišljeno od strane urbanog planera Melvina Webbera u 1963. godini i "oslobođena zajednica", analizirano od strane Barryja Wellmana u 1979. godini započele su moderno razdoblje razmišljanja o ne-lokalnim zajednicama. Također, zamišljene zajednice Benedicta Andersona u 1983. godine, opisale su kako su različite tehnologije, kao što su nacionalne novine, doprinijele razvoju nacionalne i regionalne svijesti među ranijim nacionalnim državama.
Mogućnost da virtualne zajednice budu dio informacijskih znanosti može biti povučena iz pažnje nekih istraživača unutar ontologije uključenih u klasifikaciju subjekata i konstrukciju definicija, koje su značile pojam "zajednica", kada su korištene da opišu virtualne zajednice, je bila sporna. Tradicionalna definicija zajednice je geografski opisan oko subjekata (susjedstvo, sela, itd.). Virtualne su zajednice, naravno, obično raspršene geografski i zato nisu zajednice pod izvornom definicijom. Neke online zajednice su povezane geografski i poznate su kao zajedničke web stranice. Međutim, ako se zajednice smatraju samo kao posjedovanje granice neke vrste između njenih članova i ne-članova, onda je virtualna zajednica svakako zajednica.
Pojam virtualna zajednica je pripisiv knjizi istoimenog imena Howarda Rheingolda, objavljenoj u 1993. Knjiga, koja bi mogla biti smatrana društvenim upitom, stavljajući istraživanje u društvene znanosti, raspravljala je o njegovim avanturama u The WELLu i unutar raspona kompjutersko-posredovane komunikacije i društvenih grupa, proširivala to u informacijske znanosti. Tehnologije su uključivale Usenet, MUDs (Multi-User Dungeon) i njihove derivacije MUSHes and MOO's, Internet Relay Chat (IRC), sobe za čavrljanje i elektroničke liste za dopisivanje, World Wide Web kakav znamo danas nije bio još korišten od mnogo ljudi. Rheingold je istaknuo potencijalne koristi za osobni psihološki boljitak, kao i za društvo u širem smislu od pripadanja takvoj grupi.
Rheingoldova Virtualna zajednica se može usporediti s moćnim člankom "Jačina slabih veza" Marka Ganovettera objavljenog 20 godina ranije u American Journal of Sociology. Rheingold je preveo, uvježbao i objavio Granovetterove pretpostavke o snažnim i slabim vezama u online svijetu. Njegov komentar na prvoj stranici čak ilustrira društveni networking u virtualnom društvu: "Moja sedmogodišnja kćer zna da njen otac sakuplja obitelj nevidljivih prijatelja koji se čine kao da se sastaju u njegovom računalu. Nekada priča s njima, čak i ako ih nitko drugi ne može vidjeti. I zna da se nekada ti nevidljivi prijatelji poavljuju kao tijelo, materijalizirajući se iz susjednog kvarta ili s druge strane svijeta." (stranica 1). Zaista, u njegovoj ponovljenoj verziji Virtualne zajednice, Rheingold ide tako daleko da kaže kako bi, da je prije pročitao djela Barryja Wellmana, nazvao svoju knjigu "Online društvene mreže".
Rheingoldova definicija sadrži pojmove "društvena agregacija i osobne veze" (pp3). Lipnack & Stamps (1997) i Mowshowitz (1997) ističu kako virtualne zajednice mogu djelovati preko prostornih, vremenskih i organizacijskih granica; Lipnack & Stamps (1997) spominje zajedničku svrhu, i Lee, Eom i Kim (2004) predstavljaju "desocijalizaciju" što znači da je manje učestalih interakcija s ljudima u tradicionalnim okruženjima, a porast u virtualnoj socijalizaciji. Calhoun (1991) predstavlja distopijsku raspravu, braneći bezličnost virtualnih mreža. On raspravlja o tome da IT ima negativan utjecaj na offline interakciju između individualaca zato što virtualni život preuzima naše živote. On vjeruje da također stvara različite osobnosti kod ljudi koji mogu uzrokovati neslaganja u offline i online zajednicama i grupama i u osobnim kontaktima. Međutim, više od desetljeća istraživanja nisu podržala Calhounove argumente. (Wellman & Haythornthwaite, 2002).
Sintetizacija definicija može predložiti:
Virtualna zajednica je komunikacijski i informacijski sustav društvenog networkinga čiji sudionici dijele zajednički interes, ideje, zadatke ili ciljeve koji međusobno djeluju u virtualnom društvu preko vremenskih, geografskih i organizacijskih granica i gdje su u mogućnosti razviti osobne veze.

## Životni ciklus članova virtualne zajednice
Životni ciklus članova online zajednice je predložila Amy Jo Kim (2000). Tvrdi da članovi virtualne zajednice započinju svoj život u zajednici kao posjetitelji ili u konverzaciji ili video okupljanju, korisnik koji ne sudjeluje u raspravi. Nakon probijanja barijere, ljudi postaju novaci i sudjeluju u životu zajednice. Nakon doprinošenja u određenom vremenskom periodu, postaju redovni. Ako se probiju kroz drugu barijeru, postaju vođe, i jednom kada doprinose zajednici nakon nekog vremena postaju starješine. Ovaj životni ciklus se može primijeniti na mnoge virtualne zajednice, najjasnije bulletin ploče ali također i na blogove i wiki-bazirane zajednice poput Wikipedie.
Sličan model može biti pronađen u djelima Lave & Wengera koji ilustrira ciklus kako korisnici postaju uključeni unutar virtualnih zajednica koristeći principe zakonitog vanjskog sudjelovanja. Oni predlažu 5 tipova putanja među naučnoj zajednici:
1. Vanjska (posjetitelj)- izvana, nestrukturirano sudjelovanje
2. Ulazna (novak)- pridošlica je uložen u zajednicu i kreće prema punopravnom sudjelovanju
3. Unutarnja (redovan)- Potpuno odan sudionik zajednice
4. Granična (vođa)- vođa, održava člansko sudjelovanje i međusobno djelovanje posrednika
5. Izlazna (strarješina)- proces napuštanja zajednice novim odnosima, novim položajima, novim gledištima

Sljedeće pokazuje međuodnos između naučnih putanja i Web 2.0 sudjelovanja zajednice.

### Naučne putanje- online sudjelovanje zajednice
Primjer- YouTube
Vanjska (posjetitelj)- Promatra zajednicu i gleda sadržaje. Ne dodaje sadržaju zajednice ili raspravama. Korisnik povremeno odlazi na Youtube.com pogledati video na koji ga je netko uputio.
Ulazna (novak)- Počinje se uključivati u zajednicu. Počinje davati sadržaj. Probno počinje interakciju u par rasprava. Korisnik komentira video drugih korisnika. Potencijalno postavlja svoj video.
Unutarnja (redovan)-  Konzistentno dodaje rasprave i sadržaj zajednici. Međusobno djeluje s drugim korisnicima. Redovno postavlja videa. Ili pronađena videa ili svoja napravljena. Usklađen je trud komentiranja i ocjenjivanja videa drugih korisnika.
Granična (vođa)- Prepoznat kao sudionik veteran. Povezuje se s redovnim da napravi ideje viših koncepata. Zajednica drži do njegovog mišljenja i uzima ga u obzir. Korisnik je prepoznat kao doprinositelj gledanju. Korisnik neće razmatrati o gledanju videa drugog korisnika bez komentiranja istog. 

Izlazna (starješina)- Napušta zajednicu zbog raznih razloga: promjena interesa, zajednica napreduje u smjeru s kojim se korisnik ne slaže, nedostatak vremena. Korisnik dobije novi posao koji uzima previše vremena da bi se održavala stalna prisutnost u zajednici. 

## Motivacije i barijere koje doprinose virtualnim zajednicama
Uspješne online zajednice motiviraju online sudjelovanje. Neka proučavanja su istraživala metode motivirajućeg sudjelovanja u virtualnim zajednicama.

## Ciklus čestite online zajednice
Većina online zajednica raste sporo u početku, shodno činjenici da je snaga motivacije za doprinos obično proporcionalna veličini zajednice. Kako veličina potencionalne publike raste, tako raste i privlačnost pisanja i doprinošenja. To, u paru s činjenicom da se organizacijske kulture ne mjenjaju preko noći, znači da stvoritelji mogu očekivati spori napredak na početku s novom virtualnom zajednicom. Kako više ljudi počinje sudjelovati, međutim, gore spomenuta motivacija raste, stvarajući čestiti ciklus u kojem više sudjelovanja daje povoda jos više sudjelovanja.